# Guarani das Missões
Guarani das Missões est une municipalité brésilienne située dans l'État du Rio Grande do Sul.